# Quintus Servilius Ahala
Quintus Servilius Ahala was een Romeinse consul in 365, 362 en 342 v.Chr. ten tijde van de Romeinse Republiek. In 360 v.Chr. werd hij benoemd tot dictator.
Hij stamde uit de patricische gens Servilia. Tijdens zijn eerste consulschap in 365 v.Chr. werd Rome door een pestepidemie getroffen, waarbij vele belangrijke Romeinen het leven lieten, waaronder Marcus Furius Camillus, de "Tweede stichter van Rome".
Tijdens zijn tweede consulschap in 362 v.Chr. scheidden de Hernici zich af van de Romeinse Republiek; bij de gevechten werd zijn medeconsul Lucius Genucius Aventinensis gedood, waarop Servilius Appius Claudius Crassus tot dictator benoemde.
In 360 v.Chr. werd hij tot dictator gekozen om de invallende Galliërs het hoofd te bieden. Hij wist deze nabij de Porta Collina te verslaan.
Tijdens het interregnum in 355 v.Chr. was hij tweemaal interrex en in 351 v.Chr. magister equitum onder dictator Marcus Fabius Ambustus.
In 342 v.Chr. tijdens de Samnitische oorlogen werd hij voor de derde keer tot consul verkozen. Zijn collega Gaius Marcius Rutilus nam het bevel over het leger, terwijl Servilius de verdediging van Rome op zich nam.